# Иткарка
Иткарка — река в России, протекает в Аткарском районе Саратовской области. Устье реки находится в 512 км по правому берегу реки Медведица на границе с Лысогорским районом у села Лопуховка. Длина реки составляет 23 км, площадь водосборного бассейна 142 км².
Исток реки находится у села Елизаветино, далее река течёт на юг.
Система водного объекта: Медведица → Дон → Азовское море.

## Данные водного реестра
По данным государственного водного реестра России относится к Донскому бассейновому округу, водохозяйственный участок реки — Медведица от истока до впадения реки Терса, речной подбассейн реки — Дон между впадением Хопра и Северского Донца. Речной бассейн реки — Дон (российская часть бассейна).
Код объекта в государственном водном реестре — 05010300112107000008207.